# Livro de Soyga

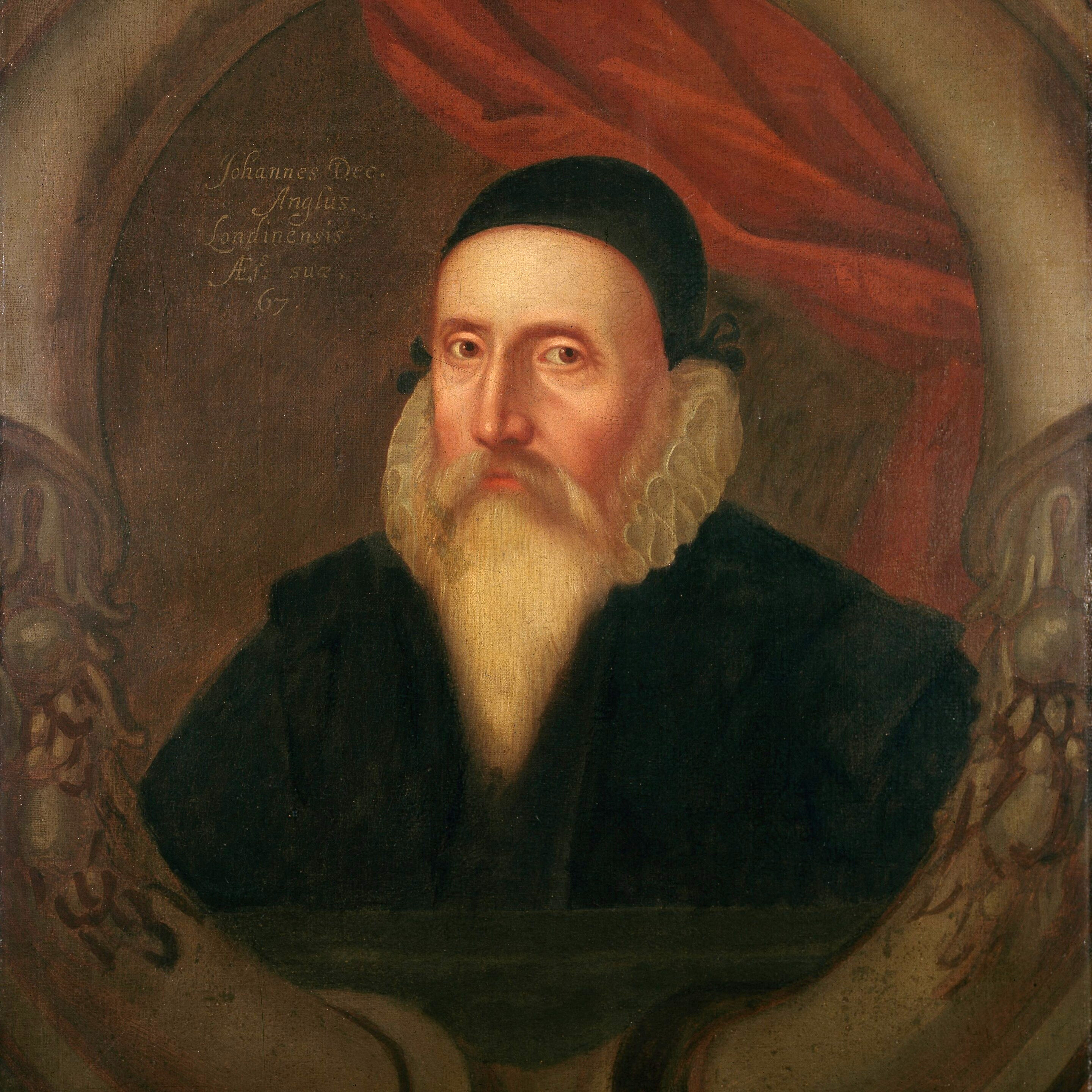
Retrato de John Dee no Museu Ashmolean, Oxford

O Livro de Soyga, também intitulado Aldaraia, é um tratado latino do século XVI sobre magia, uma cópia do qual pertenceu ao estudioso elisabetano John Dee . Após a morte de Dee, o livro foi considerado perdido até 1994, quando dois manuscritos foram localizados na Biblioteca Britânica (Sloane MS 8) e na Biblioteca Bodleiana (Bodley MS. 908), sob o título Aldaraia sive Soyga vocor, pela estudiosa de Dee, Professora Deborah Harkness.
Elias Ashmole relata que o Duque de Lauderdale possuía um manuscrito intitulado Aldaraia sive Soyga vocor , que anteriormente pertenceu a Dee. O manuscrito foi vendido em leilão em 1692 e, de acordo com a avaliação de Jim Reed, é provavelmente um manuscrito de Sloane. 8. O outro manuscrito Bodley MS. 908 foi doado à Biblioteca Bodleiana em 1605.
Além dos encantamentos e instruções sobre magia, o livro contém 36 grandes tabelas cheias de letras individuais que Dee não conseguiu decifrar. Durante os chamados diálogos angélicos de Dee — supostas conversas com anjos conduzidas pelo médium Edward Kelley — Dee questionou o arcanjo Uriel sobre o significado do livro e pediu pistas. A resposta de Uriel foi que o livro foi revelado a Adão no Paraíso pelos anjos, e que o arcanjo Miguel foi o tradutor do livro.

### Visão geral
| Não . | Nome        | Nome        | Palavra de código |       | Não . | Nome        | Nome        | Palavra de código |
| ----- | ----------- | ----------- | ----------------- | ----- | ----- | ----------- | ----------- | ----------------- |
| Não . | Latim       | Português   | Palavra de código | Latim | Não . | Português   |             | Palavra de código |
| 1     | AIRIES      | Ovelhas     | NISRAM            |       | 19    | Libra       | Balança     | RIUAUX            |
| 2     | TAURUS      | Touro       | ROELER            |       | 20    | O SORPIO    | Escorpião   | CASOAR            |
| 3     | Geminí      | Gêmeos      | IOMIOT            |       | 21    | SAGITARIUS  | Sagitário   | AUDASR            |
| 4     | Câncer      | Carangueijo | ISIAPO            |       | 22    | Capricornio | Capricórnio | AGORTA            |
| 5     | LEO         | Leão        | ORRASE            |       | 23    | Aquário     | Aquático    | OLOUDS            |
| 6     | VIRGO       | Virgem      | OSACUE            |       | 24    | PISCES      | Peixes      | AACIRA            |
| 7     | Libra       | Balança     | XUAUIR            |       | 25    | Saturni     | Saturno     | OSRESO            |
| 8     | SCORPIO     | Escorpião   | RAOSAC            |       | 26    | JOVIS       | Júpiter     | NIEBOA            |
| 9     | SAGITARIUS  | Sagitários  | RSADUA            |       | 27    | MARTIS      | Marte       | OIAIAE            |
| 10    | Capricornio | Capicórnio  | ATROGA            |       | 28    | SOLIS       | Sol         | ITIABA            |
| 11    | Aquário     | Aquático    | SDUOLO            |       | 29    | VENERIS     | Vênus       | ADAMIS            |
| 12    | PISCES      | Peixes      | ARICAA            |       | 30    | Mercúrio    | Mercúrio    | REUELA            |
| 13    | AIRIES      | Carneiro    | MARSIN            |       | 31    | LUNE        | Lua         | UISEUA            |
| 14    | TAURUS      | Touro       | RELEOR            |       | 32    | IGNIS       | Fogo        | MERONF            |
| 15    | Geminí      | Gêmeos      | TOIMOI            |       | 33    | AERIS       | Ar          | ILIOSU            |
| 16    | Câncer      | Carangueijo | OPAISI            |       | 34    | Aquárea     | Água        | OYNIND            |
| 17    | LEO         | Leão        | ESARRO            |       | 35    | Terras      | Terra       | IASULA            |
| 18    | VIRGO       | Virgem      | EUCASO            |       | 36    | Magistério  | "Espírito"  | MOYSES            |

É usado um alfabeto latino de 23 letras, e cada uma dessas letras recebe um valor de contagem, tal como a seguir:
```
a 2 g 6 n 14 t 8
b 2 h 5 o 8 u 15
c 3 i 14 p 13 x 15
d 5 k 15 q 20 a 15
e 14 l 20 r 11 z 2
f 2 m 22 s 8
```

A respectiva palavra-código de 6 dígitos é inserida à esquerda na primeira coluna de uma tabela 36 × 36 de cima para baixo, escrita alternadamente para a frente e para trás (para a palavra-código nisram, por exemplo: nisrammarsinnisrammarsinnisrammarsin).
A primeira coluna agora está presente, e as colunas restantes agora são geradas linha por linha. Comece no canto superior esquerdo com a primeira letra da palavra-código e siga pela linha até a direita. Para saber qual letra vem a seguir, você tem que olhar para a letra à esquerda dela e para a letra acima dela . Na primeira linha, é claro, não há nenhuma letra acima dela, você apenas pega a letra da esquerda e a usa como a letra acima.
A primeira letra à esquerda, n, tem o valor do contador 14. Na primeira linha, a mesma letra n também é pensada acima. A letra acima é a 13ª do nosso alfabeto de 23 letras, e agora você adiciona o valor do contador 14 da letra à esquerda (13 + 14 = 27). Isso nos dá a letra que falta, mas como o número é maior que 23, primeiro precisamos subtrair 23 (27 - 23 = 4). A quarta letra do nosso alfabeto de 23 letras é d, e agora pode ser inserida à direita do n :
```
n d i z b d i z b d i z b . . .
i s r l . . .
s c u . . .
r o . . .
a . . .
m . . .
m . . .
a . . .
r . . .
. . .
. .
.
```

A próxima letra é calculada da mesma maneira. Pegue na letra d com o valor do numerador 5, imagine a mesma letra ( d, a quarta no alfabeto) acima dela e adicione o valor do numerador a ela (4 + 5 = 9). Então a próxima letra é a nona do alfabeto: i .
Repita o mesmo procedimento na próxima linha. Na segunda linha, na extrema esquerda, está a letra i com o valor do contador 14, que é adicionado à letra existente acima dela, d (4 + 14 = 18). A 18ª letra é s e agora pode ser inserida na segunda coluna da segunda linha. Para a próxima letra, você pega o valor do contador da letra s que acabou de calcular e o adiciona à letra i acima (9 + 8 = 17), o que resulta na letra r .